# إرنست فيلهلم أوتن
إرنست فيلهلم أوتن (بالألمانية: Ernst-Wilhelm Otten) فيزيائي، وأستاذ جامعي من ألمانيا . ولد في كولونيا. وهو عضواً في الأكاديمية الفرنسية للعلوم .

## مناصب وهيئات
أدار جامعة ماينتس.

## جوائز
حصل على جوائز منها:
- الجائزة الأوروبية العلمية لكوربر [الإنجليزية]‏ (1998)
- Gentner Kastler Award  [لغات أخرى]‏ (1987)
- صليب القائد لنيشان استحقاق جمهورية ألمانيا الاتحادية.